# USS 그램퍼스 (SS-4)
USS 그램퍼스 (SS-4)는 플런저급 잠수함의 하나이다. 그램퍼스라는 이름이 사용된 4번째 함선이다. 함명은 범고래에서 따왔다. 후에 A-3로 함명이 바뀌었다.